# Luis Chávez y González
Luis Chávez y González (El Rosario, 24 de abril de 1901-Mejicanos, 27 de marzo de 1987) fue un eclesiástico salvadoreño, séptimo obispo y tercer arzobispo metropolitano de San Salvador, fue el predecesor inmediato del arzobispo Óscar Arnulfo Romero.  Monseñor Chávez sirvió en la sede episcopal de San Salvador por 39 años (1938-1977).

## Carrera eclesiástica
Chávez nació el 24 de abril de 1901 en El Rosario, una población rural del departamento de Cuscatlán,  en la zona central de El Salvador. Él fue ordenado sacerdote a la edad de 23 años, el 16 de noviembre de 1924. Él sirvió como sacerdote en la parroquias de Tenancingo, Ilobasco y Cojutepeque y en la histórica iglesia de La Merced en San Salvador. Fue designado arzobispo de San Salvador a los 37 años de edad. El Papa Pío XI lo nombró el 1 de septiembre de 1938, y recibió la consagración episcopal, el 12 de diciembre de 1938, ocupando la sede arzobispal, hasta su dimisión el 3 de febrero de 1977.

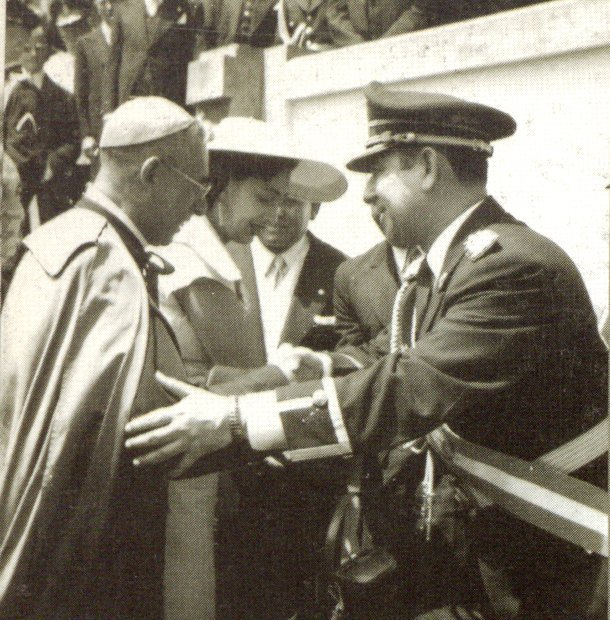
Arzobispo monseñor Luis Chávez y González y el presidente teniente coronel José María Lémus durante un acto oficial, 1958.

Monseñor Chávez fue un obispo muy influyente en la Historia de El Salvador. En 1942, para celebrar el centenario de la arquidiócesis de San Salvador, convocó a un congreso eucarístico nacional, ese mismo año inauguró el Monumento al Divino Salvador del Mundo, en San Salvador, considerado un símbolo nacional del pueblo salvadoreño. En agosto de 1951, un incendio destruyó totalmente, la Catedral Metropolitana de San Salvador; en 1956, se iniciaron las labores de construcción de una nueva catedral. En la década de 1950, el arzobispo Chávez organizó grupos de estudio de la Doctrina Social de la Iglesia, para estudiantes universitarios y profesionales. En estos grupos de estudio participaron varios de los fundadores del Partido Demócrata Cristiano como Héctor Dada Hirezi y José Napoleón Duarte. En 1960, por petición de monseñor Chávez, la Santa Sede nombró obispo auxiliar de San Salvador a Arturo Rivera y Damas, que se convirtió en su principal colaborador. Chávez participó en el Concilio Vaticano II (1962-1965), y adoptó una postura reformista en la época postconciliar. En agosto de 1966, publicó una carta pastoral titulada: "La responsabilidad social de los laicos en el orden temporal", donde recoge las enseñanzas más progresistas de la Doctrina Social de la Iglesia. En esta carta, destacó la obligación de la iglesia de denunciar las injusticias sociales, entre ellas, la acumulación de la abundancia en manos de unos pocos en detrimento de la mayoría de la población. En 1970, el arzobispo Chávez convocó a la Semana Nacional de Pastoral, que dio impulso a las nuevas líneas de trabajo pastoral social, impulsadas por sacerdotes como Rutilio Grande e Inocencio Alas. Ese mismo año, Monseñor Oscar Romero, fue nombrado como obispo auxiliar de San Salvador. En la década de 1970, el arzobispo Chávez y el obispo auxiliar Rivera defendieron la actividad del clero y los laicos comprometidos con las reformas sociales, llegándose a enfrentar con el gobierno militar de la época.